# Колли-дель-Тронто
Колли-дель-Тронто (итал. Colli del Tronto) — коммуна в Италии, располагается в регионе Марке, в провинции Асколи-Пичено.
Население составляет 3409 человек (2008 г.), плотность населения составляет 560 чел./км². Занимает площадь 6 км². Почтовый индекс — 63030. Телефонный код — 0736.
Покровительницами коммуны почитаются святые Фелицитата и Перпетуя, празднование 7 марта.

## Демография
Динамика населения:

## Администрация коммуны
- Официальный сайт: